# Paranerita inequalis
Paranerita inequalis är en fjärilsart som beskrevs av Rothschild 1909. Paranerita inequalis ingår i släktet Paranerita och familjen björnspinnare. Inga underarter finns listade i Catalogue of Life.